# Agustín Mahieu
José Agustín Mahieu (Banfield, Provincia de Buenos Aires, Argentina, 1924 – Madrid, España, 29 de mayo de 2010) fue un ensayista, guionista, historiador, director y crítico cinematográfico argentino.

## Biografía
Estudió medicina y se dedicó luego al periodismo y estética del cine en las Universidad de El Litoral y de la Plata, escribió en el Diario Clarín y en La Opinión.
En 1963 dirigió su único film, Ella vuelve desde la mañana, con María Vaner y Leonardo Favio.
En 1978 debió exiliarse junto a su esposa, la dramaturga Roma Mahieu, en España. Allí escribió en El País, Diario 16, Cuadernos Hispanoamericanos, etc.
Intervino como jurado o crítico durante dieciocho años en la Semana Internacional de Cine de Autor de Benalmádena, Málaga.

## Publicaciones

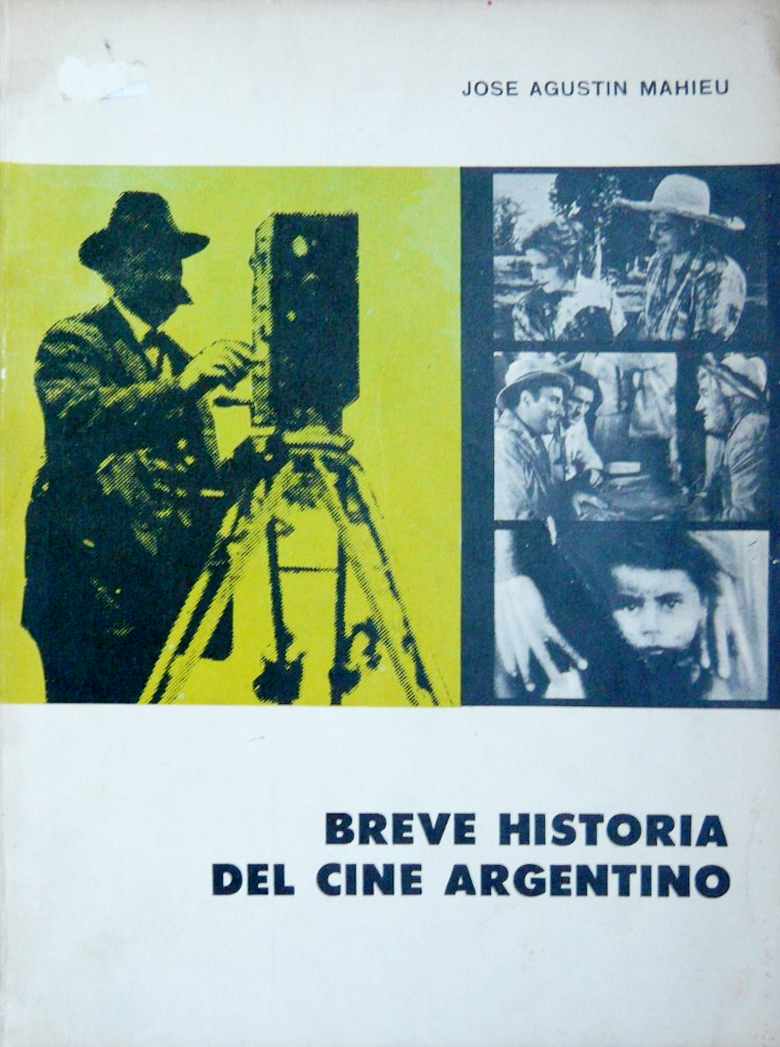
Portada de Breve historia del cine argentino (1966).

- Historia del cortometraje argentino
- Breve historia del cine argentino
- Erotismo y violencia en el cine
- Leopoldo Torre Nilsson
- Cine latinoamericano (en la Enciclopedia del cine Sarpe)